# Малолызинское сельское поселение
Малолызинское се́льское поселе́ние — муниципальное образование в Балтасинском районе Татарстана Российской Федерации.
Административный центр — село Малые Лызи.

## История
Статус и границы сельского поселения установлены Законом Республики Татарстан от 31 января 2005 года № 49-ЗРТ «Об установлении границ территорий и статусе муниципального образования "Балтасинский муниципальный район" и муниципальных образований в его составе».

## Население
| 2010  | 2011  | 2012  | 2013  | 2014  | 2015  | 2016  |
| ----- | ----- | ----- | ----- | ----- | ----- | ----- |
| 1257  | ↘1256 | ↘1249 | ↘1228 | ↗1229 | ↗1239 | ↗1243 |
| 2017  | 2018  |       |       |       |       |       |
| ↘1239 | ↘1238 |       |       |       |       |       |

## Состав сельского поселения
| № | Населённый пункт     | Тип населённого пункта       | Население |
| - | -------------------- | ---------------------------- | --------- |
| 1 | Большие Лызи 1 часть | деревня                      |           |
| 2 | Верхняя Ушма         | деревня                      |           |
| 3 | Малые Лызи           | село, административный центр |           |
| 4 | Нижняя Ушма          | деревня                      |           |
| 5 | Средняя Ушма         | посёлок                      |           |